# 파울 브라이트너
파울 브라이트너(독일어: Paul Breitner, 1951년 9월 5일 ~ )는 은퇴한 독일의 축구 선수이다. 포지션은 레프트백, 중앙 미드필더였다.
그는 선수생활을 주로 FC 바이에른 뮌헨(1970~74와 1978~83)과 레알 마드리드 CF(1974~78)에서 보냈다. 처음엔 왼쪽 수비수로서 활약하였으나, 후에 미드필더로 전향해 1980년대 최고의 미드필더 중 한 명으로 여겨졌다. 그는 1972년 21살의 나이로 UEFA 유로 1972에서 우승하였으며, 2년 뒤 1974년 FIFA 월드컵 결승전에서는 페널티킥으로 동점골을 넣어 네덜란드를 2-1로 이기고 우승을 차지하였다. 월드컵 후 레알 마드리드로 이적하였으며 국가대표팀과 인연을 끊었는데, 1981년 유프 데어발 감독이 복귀하도록 유도하였을 때에야 돌아왔다. 그는 1982년 FIFA 월드컵에 출전해 결승전인 이탈리아전에서 다시 골을 넣었지만 서독은 이탈리아에 1-3으로 패하면서 준우승을 차지했다. 그는 펠레, 바바와 지네딘 지단과 함께 두 번의 월드컵 결승전에서 골을 넣은 인물로 기록돼 있다.
그의 클럽 경력 동안 그는 바이에른 뮌헨에서 5번의 1 분데스리가 우승 (1972, 1973, 1974, 1980, 1981), 1번의 UEFA 챔피언스리그 우승(1974)과 2번의 DFB-포칼 우승(1971, 1982)을 하였고, 레알 마드리드에서 2번의 프리메라리가 우승(1975, 1976)과 1975년 코파 델 레이 우승을 하였다. 바이에른 뮌헨에서 활약할 때 그는 카를하인츠 루메니게와 같이 브라이트니게(Breitnigge)라 불리는 원투펀치를 형성하였다. 1983년 바이에른 뮌헨에서 은퇴하였다.
현재 독일에서 축구 해설자와 평론가로 일하고 있는 동시에, 바이에른 뮌헨 이사회에서 고문으로 있다.

## 수상

#### 바이에른 뮌헨
- 분데스리가 : 1971–72, 1972–73, 1973–74, 1979–80, 1980–81
- DFB 포칼 : 1970–71, 1981–82
- 유로피언컵 : 1973–74, 준우승 (1981-82)

#### 레알 마드리드
- 라리가 : 1974–75, 1975–76
- 국왕컵 : 1974–75

#### 국가대표
- UEFA 유로 : 1972
- FIFA 월드컵 : 우승 (1974), 준우승 (1982)

### 개인
- 발롱도르 2위 : 1981
- 독일 올해의 선수 : 1981
- 키커 분데스리가 올해의 팀 : 1972, 1973, 1979, 1980, 1981, 1982, 1983
- UEFA 유로 대회 베스트 : 1972
- FIFA 월드컵 올스타팀 : 1974[1]
- FIFA 월드컵 올타임팀 : 1994
- IOC 유럽 올해의 선수 : 1980-81
- 발롱도르 드림팀 브론즈 : 2020
- 바이에른 뮌헨 역대 베스트
- 바이에른 뮌헨 명예의 전당
- FIFA 100 : 2004

#### 발롱도르
- 1972 - 18
- 1974 - 4
- 1975 - 8
- 1979 - 13
- 1981 - 2
- 1982 - 15

1. ↑  비공식